# Maman (låt)
Maman är en låt framförd av den franska sångerskan Louane. Låten är skriven av Louane tillsammans med Tristan Salvati, som också svarade för produktionen. Låten representerade Frankrike i Eurovision Song Contest 2025 i Basel i Schweiz där den slutade på sjunde plats i finalen. Låten är en hyllning till Louanes mamma som dog i cancer 2014.